# Paul Smolders
Paul Smolders (1921 - 1997) was een kunstschilder uit een lange Vlaamse traditie.
Na het behalen van de licentiaatstitel Germaanse talen, schreef hij zich in voor een artistieke opleiding aan de Koninklijke Academie voor Schone Kunsten van Antwerpen. Isidore Opsomer, Julien Creytens en Albert Van Dyck werden zijn leraars. Hij had ook Frans Van Giel als mentor en leraar. Hij leerde er dat achter het schilderen van het uiterlijke, of het nu gaat om een landschap of een model, een mens en een ziel aanwezig zijn.
Smolders was aanhanger van het intimisme en had een voorliefde voor het tekenen en schilderen van kinderen, ballerina's, jonge vrouwen en soms ook landschappen. Ook terrasjes en het moederschap zijn terugkerende thema's. Zijn werk heeft een dromerige sfeer maar is niet anekdotisch. Hij maakte veel schetsen en wordt beschreven als 'een buitengewoon knap tekenaar'. "Tekenen was voor hem essentieel en betekende bij uitstek de spontane verwerking van zijn denken."
Smolders bleef steeds trouw aan zijn stijl. Hij was geen vernieuwer maar een gepassioneerd observator.
Zijn werk werd onder andere tentoongesteld in Antwerpen, Brugge, Brussel en Knokke, maar ook in Den Haag, Rotterdam en New York.
In 1952 ontving Smolders de prijs Appel van het Comité voor Artistieke Werking. Het Provinciaal Centrum Arenberg in Antwerpen organiseerde in 1991 een huldetentoonstelling.